# مصر في الألعاب الأولمبية الصيفية 1972
نافست مصر في دورة الألعاب الأولمبية الصيفية 1972 في ميونيخ بألمانيا الغربية، بوفد رياضي من 23 مشارك في 5 رياضات مختلفة. نسخة محفوظة 8 أغسطس 2012 على موقع واي باك مشين.